# Lawrence Schiffman
Lawrence Harvey Yehuda Schiffman, hebräisch יהודה שיפמן (geb. 4. Mai 1948 in New York City) ist ein US-amerikanischer Judaist und seit 2014 Hochschullehrer an der New York University. Er war von 2000 bis 2003 Präsident der „Association for Jewish Studies“.

## Leben und Werk
Schiffman ist der Sohn von Hilda Sylvia (Chaya Syrel) Schiffman, geborene Rutenberg (1922–2010) und Robert Donald (Reuven Dovid) Schiffman (1918–1985).
Schiffman war Absolvent der John L. Miller Great Neck North High School in New York City. Er erwarb seinen BA und den MA im Jahre 1970 und erhielt seinen PhD-Abschluss im Jahre 1974 jeweils von der Abteilung für Nahoststudien und Judaistik an der Brandeis University. Seine Abschlussarbeit befasste sich mit der Verwendung von Psalmen im Qumran Hodayot. Aus seiner Dissertationsschrift wurde schließlich sein erstes Buch, The Halakhah at Qumran.
Schiffman war von Anfang 2011 bis 2014 Vizeprovost für die Bachelor-Ausbildung an der Yeshiva University und Professor für Jüdische Studien. Zuvor war er Vorsitzender des „Skirball Department of Hebrew and Judaic Studies“ der New York University und fungierte als „Ethel- und Irvin-A.-Edelman-Professor“ für Hebräisch und Judaistik an der New York University (NYU). Derzeit ist er „Richter-Abraham-Lieberman-Professor“ für Hebräisch und Judaistik an der New York University und Direktor des „Global Institute for Advanced Research in Jewish Studies“.
Schiffman gilt als Spezialist für die Schriftrollen vom Toten Meer, das Judentum in der Spätantike, die Geschichte des jüdischen Rechts und talmudische Literatur.
Von 1980 bis 1982 war Schiffman, in Zusammenarbeit mit der Hebräischen Universität in Jerusalem und der „Israel Exploration Society“, Direktor des Programms der New York University für die archäologischen Ausgrabungen in Dor, Israel. Ferner lehrte er als Gastprofessor an der Yale University, der Ben-Gurion-Universität im Negev, der Duke University und war „Shier Visiting Distinguished Professor in Judaic Studies“ an der University of Toronto, der Johns Hopkins University und der Russische Staatliche Geisteswissenschaftliche Universität in Moskau sowie als „Luce Visiting Professor“ an der University of Hartford und dem Hartford Seminary, der Päpstliche Universität Gregoriana in Rom, dem Queens College und der Yeshiva University.

## Auszeichnungen
Im Jahre 2014 wurde er zusammen mit Louis H. Feldman und James L. Kugel Mitpreisträger des „National Jewish Book Award“  für die Herausgabe von Outside the Bible.

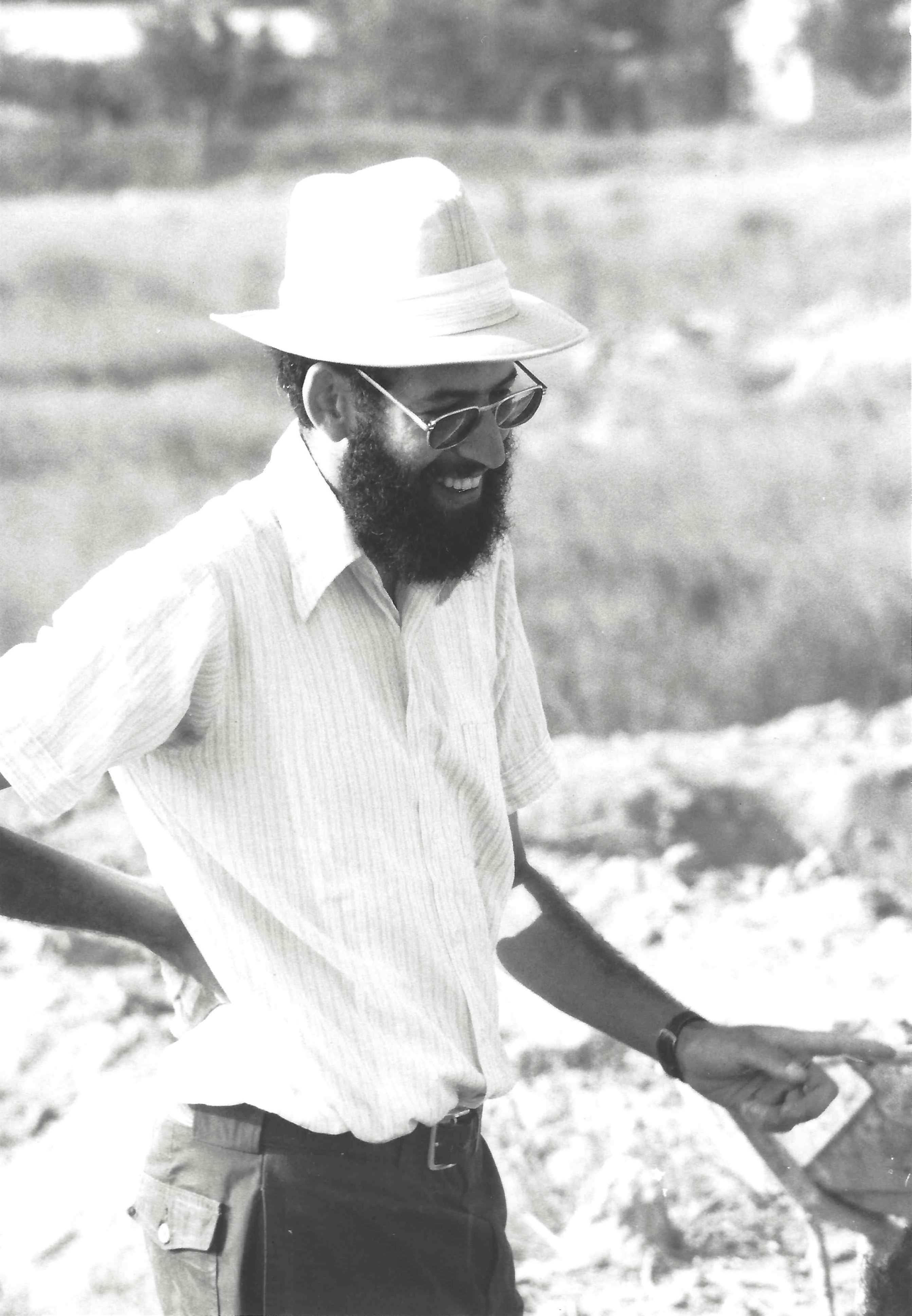
Lawrence Schiffman während der Tel Dor (Khirbet el-Burdsch)-Ausgrabungen, 1980

## Werke (Auswahl)
- The Halakhah at Qumran.  Dissertationsschrift, Brandeis University, Ann Arbor, MI 1974,  OCLC 5803566.
- The Halakhah at Qumran. Studies in Judaism in late antiquity. Vol. 16, E. J. Brill, Leiden 1975.
- Sectarian Law in the Dead Sea Scrolls: Courts, Testimony, and the Penal Code. (= Vol. 33 Brown Judaic studies)  Scholars Press, Chico, CA 1983, ISBN 978-0-89130-569-9.
- Who Was a Jew? Rabbinic Perspectives on the Jewish-Christian Schism. Ktav, Hoboken, NJ 1985, ISBN 978-0-88125-054-1.
- From Text to Tradition: A History of Second Temple and Rabbinic Judaism. Ktav, Hoboken, NJ 1991, ISBN 978-0-88125-371-9.
- Halakhah, Halikhah u-Meshihiyut be-Khat Midbar Yehudah (Law, Custom, and Messianism in the Dead Sea Sect). Merkaz Shazar, Jerusalem 1993, ISBN 978-965-227-074-0.
- Reclaiming the Dead Sea Scrolls. Jewish Publication Society Philadelphia, PA 1994, ISBN 978-0-8276-0530-5.
- Texts and Traditions: A Source Reader for the Study of Second Temple and Rabbinic Judaism. Ktav Publishing House, Hoboken, NJ 1998
- Understanding Second Temple and Rabbinic Judaism. Ktav, Hoboken, NJ 2003
- The Courtyards of the House of the Lord: Studies on the Temple Scroll. E. J. Brill, Leiden 2008
- Laws pertaining to women and sexuality in the early stratum of the "Damascus Document". The Dead Sea Scrolls and Contemporary Culture (2011) 547‐569.

- zusammen mit Michael D. Swartz: Hebrew and Aramaic Magical Texts from the Cairo Genizah. JSOT Press, Sheffield 1992, ISBN 978-1-85075-285-1.